# Louane Emera
Anne Edwige Maria Peichert (* 26. listopadu 1996 Sainte-Catherine), profesionálně známá jako Louane Emera, nebo jen Louane, je francouzská zpěvačka a herečka.
Zviditelnila se v pěvecké soutěži The Voice, la plus belle voix a poté se proslavila hlavní rolí ve filmu Rodinka Belierových. Za tento film získala cenu César pro nejslibnější herečku. Její první album s názvem Chambre 12 vyšlo dne 2. března 2015 a ve Francii se stalo nejprodávanějším albem roku. V roce 2025 reprezentovala Francii na Eurovision Song Contest 2025 s písní „Maman“, ve finále skončila s 230 body na 7. místě.

## Mládí
Narodila se v městě Sainte-Catherine v severní Francii, vyrůstala ve francouzském departementu Pas-de-Calais se svými čtyřmi sestrami a jediným bratrem Benoîtem. Louanin otec, Jean-Pierre Peichert, byl Francouz, syn polské matky a německého otce. Její matka, Isabel Pinto dos Santos, byla Brazilka portugalského původu, dcera portugalského otce a brazilské matky. V osmi letech jí bylo diagnostikováno ADHD, v pubertě trpěla bulimií, hyperfagií a dysmorfofobií a nyní se angažuje v boji proti těmto problémům.
V roce 2008 se zúčastnila francouzské hudební televizní soutěže L'École des stars, vysílané na stanici Direct 8. Je sirotek. Během soutěže The Voice věnovala píseň „Imagine“ svému zemřelému otci, který zemřel tři měsíce před začátkem soutěže. Její matka zemřela v roce 2014 po dlouhodobé nemoci.

## Kariéra

### The Voice
V roce 2013 přišel její opravdový průlom v kariéře, když se přihlásila do druhé série pěvecké soutěže The Voice: la plus belle voix. Na konkurzu zpívala píseň „Un homme heureux“ od Williama Shellera. Všichni čtyři porotci, jmenovitě Florent Pagny, Jenifer, Louis Bertignac a Garou, ji chtěli do svého týmu. Ona si nakonec vybrala kytaristu Louise Bertignaca.
Dne 23. března 2013 vyhrála duel s Dianou Espir, když obě zpívaly píseň „Torn“ od Natalie Imbruglii a Bertignac vybral jako vítězku právě Louane. Během přímých přenosů zpívala píseň „Les moulins de mon cœur“ od Michela Legranda a byla zachráněna hlasy diváků. 27. dubna 2013 si vybrala píseň „Call Me Maybe“ od Carly Rae Jepsenové a v soutěži ji udržel hlas jejího kouče. S Lennonovou písní „Imagine“, věnovanou zemřelému otci, získala hlas publika a postoupila do semifinále. V tom byla však s písní „Quelqu'un m'a dit“ od Carly Bruni vyřazena, v soutěži tedy skončila na pátém až osmém místě.

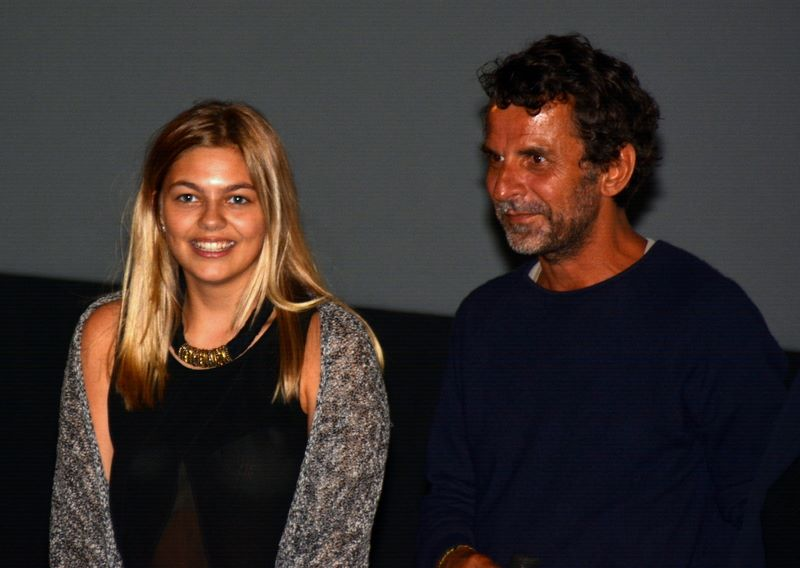
Louane s režisérem Éricem Lartigauem na představení filmu Rodinka Belierových, 2014

### Kariéra poThe Voice
Dne 5. února 2015 byla předskokankou pro pařížský koncert Jessie J. Její první studiové album, s názvem Chambre 12, vyšlo dne 2. března 2015, a sklidilo velký komerční úspěch. Na vrchol francouzských hitparád se také dostal singl „Avenir“. V roce 2017 nazpívala vokály pro skladbu „It Won't Kill Ya“ z debutového alba kapely The Chainsmokers Memories...Do Not Open. 1. září 2021 vydala pro Pokémon 25 píseň „Game Girl“, jejíž název je slovní hříčkou konzole Game Boy. 
30. ledna 2025 bylo oznámeno, že Louane bude reprezentovat Francii na Eurovision Song Contest 2025 v Basileji. K reprezentaci byla vybrána s písní „Maman“, ve které zpívá o své zesnulé matce. Ve velkém finále 17. května skončila na celkovém sedmém místě s 230 body.

### Herectví
Během jejího účinkování v soutěži The Voice si jí všiml režisér Éric Lartigau a obsadil ji do hlavní role do filmu Rodinka Belierových. Louane zde ztvárnila šestnáctiletou dívku Paulu, která pochází z neslyšící rodiny a jako jediná slyší. Ve filmu si také zazpívala několika písniček Michela Sardoua, například „Je vole“. Za roli získala francouzskou filmovou cenu César v kategorii nejslibnější herečka.
Hraje též hlavní roli dětské psycholožky ve francouzském televizním seriálu stanice TF1 z roku 2022 Visions, který měl premiéru na festivalu Canneseries v témže roce. V seriálu, který režíroval Akim Isker, hrají také Soufiane Guerrab, Jean-Hugues Anglade a Julien Boisselier. Hlavní osou příběhu je vyšetřování ztráty dítěte a mladého chlapce, který má podivné vize.

## Osobní život
Od léta 2018 je ve vztahu se zpěvákem Florianem Rossim, se kterým v roce 2024 oznámila zasnoubení. Jejich svatba proběhla v roce 2025. V roce 2020 se jim narodila dcera Esmée.

## Diskografie

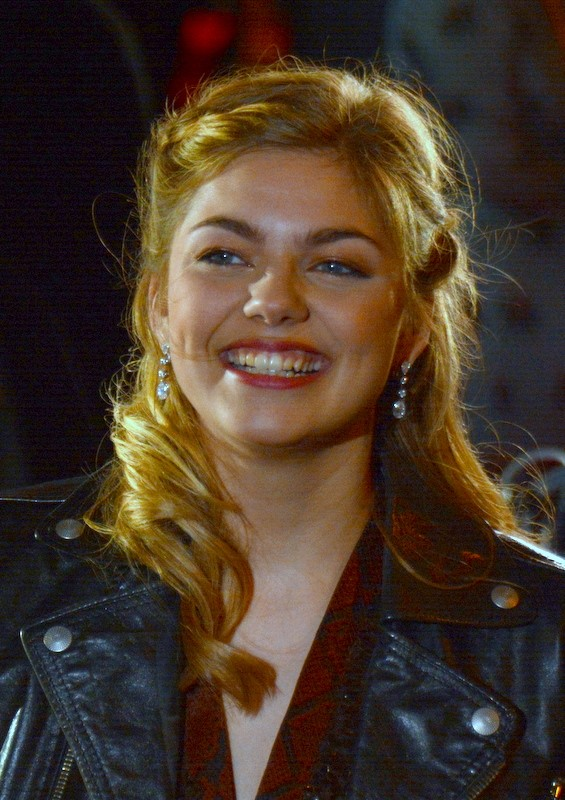
Louane na vyhlášení Césarů v roce 2015

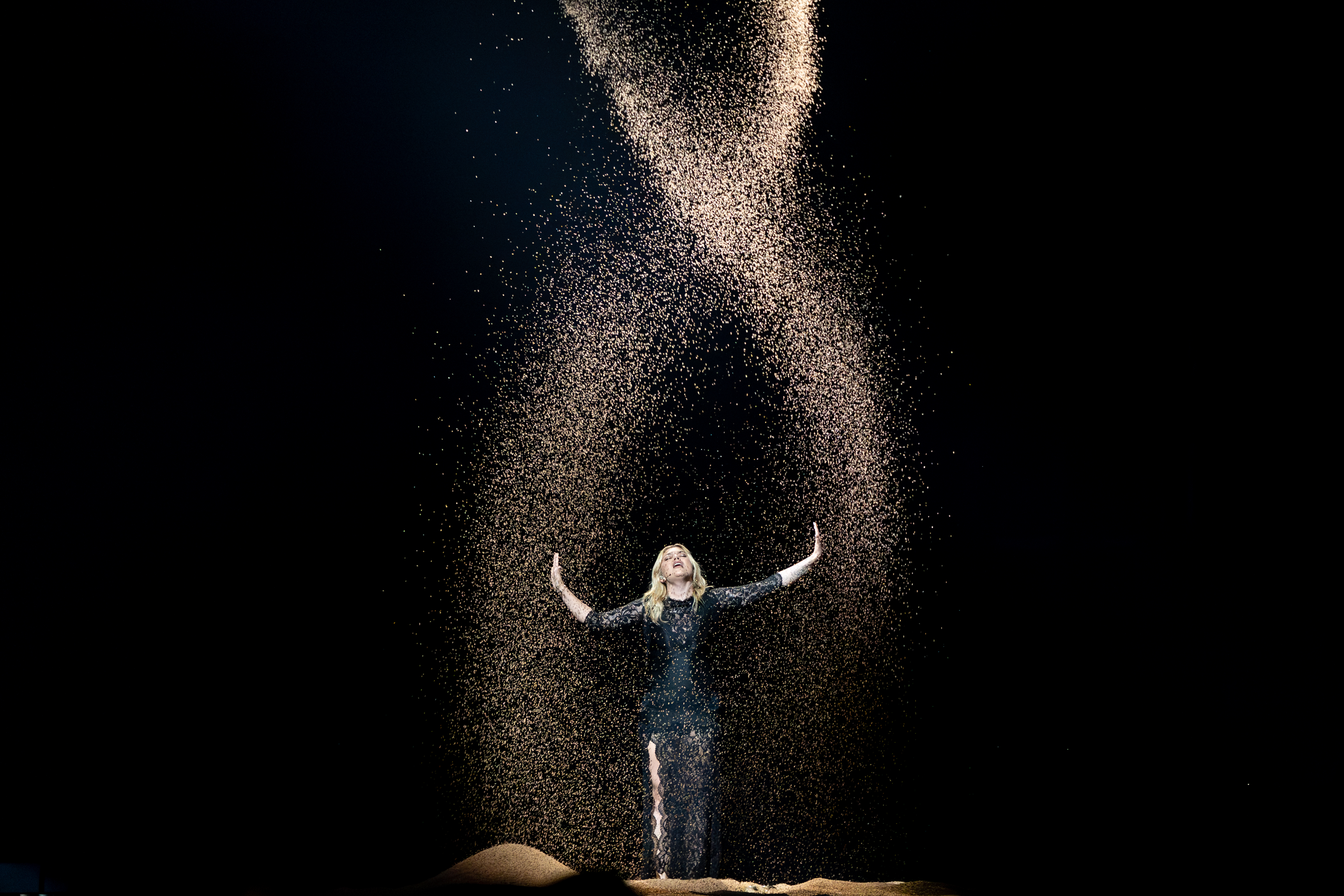
Louane vystupující s písní „Maman“ na Eurovision Song Contest 2025

### Alba
- 2015: Chambre 12
- 2017: Louane
- 2020: Joie de vivre
- 2022: Sentiments
- 2024: Solo

### EP
- 2014: Avenir

### Singly
- 2014: „Jour 1“
- 2014: „Je vole“
- 2015: „Maman“
- 2015: „Jeune“
- 2015: „Nos secrets“
- 2016: „Tourne“
- 2017: „On était beau“
- 2017: „Si t'étais là“
- 2018: „Immobile“
- 2018: „No“
- 2018: „Midi sur novembre“ (feat. Julien Doré)
- 2020: „Donne-moi ton cœur“
- 2020: „Peut-être“
- 2020: „Désolee“
- 2021: „Aimer à mort“
- 2021: „Game Girl“
- 2022: „Secret“
- 2023: „Pardonne-moi“
- 2024: „Les étoiles“
- 2024: „La pluie“
- 2024: „Et Si“
- 2025: „Maman“

### Hudební spolupráce
Soundtrack
- 2014: Rodinka Belierových

Společná alba
- 2014: píseň „Partir là-bas“ na albu We Love Disney 2
- 2014: píseň „La Mère à Titi“ na albu La Bande à Renaud

## Filmografie

### Filmy
| Rok  | Název                  | Role               | Poznámky                                               |
| ---- | ---------------------- | ------------------ | ------------------------------------------------------ |
| 2014 | Rodinka Belierových    | Paula Bélier       | César pro nejslibnější herečku Lumières ženské zjevení |
| 2016 | Trollové               | Princess Poppy     | francouzský dabing                                     |
| 2017 | Sahara                 | Eva                | francouzský dabing                                     |
| 2017 | Nos patriotes          | Marie              |                                                        |
| 2018 | Les Affamés            | Zoé                |                                                        |
| 2018 | Úžasňákovi 2           | Violet Parr        | francouzský dabing                                     |
| 2021 | Belle                  | Suzu Naito / Belle | francouzský dabing                                     |
| 2022 | Luck                   | Sam Greenfield     | francouzský dabing                                     |
| 2023 | Marie-Line et son juge | Marie-Line Leroy   |                                                        |

### Televize

#### Fikce
| Rok  | Název           | Role          | Poznámky           |
| ---- | --------------- | ------------- | ------------------ |
| 2021 | Attack on Titan | Zofia         | francouzský dabing |
| 2022 | Visions         | Sarah Sauvant | hlavní role        |

#### Soutěže
| Rok  | Název                          | Role      | Poznámky                |
| ---- | ------------------------------ | --------- | ----------------------- |
| 2008 | L'École des stars              | soutěžící | 2. řada                 |
| 2013 | The Voice – La plus belle voix | soutěžící | 2. řada, semifinalistka |
| 2022 | The Voice Kids                 | kouč      | 8. řada                 |
| 2024 | Popstars                       | porotce   | 6. řada                 |
| 2025 | Eurovision Song Contest 2025   | soutěžící | reprezentant Francie    |